# گونگسان-دونگ
گونگسان-دونگ (به لاتین: Gongsan-dong) یک منطقهٔ مسکونی در کره جنوبی است.